# 陳昱
陳昱，江西玉山縣人，明朝政治人物。

## 生平
舉人出身。成化二十二年，接替袁道，擔任南直隶常州府宜興縣知縣，后。由謝文獻接任知縣。